# Zulma Brandoni de Gasparini

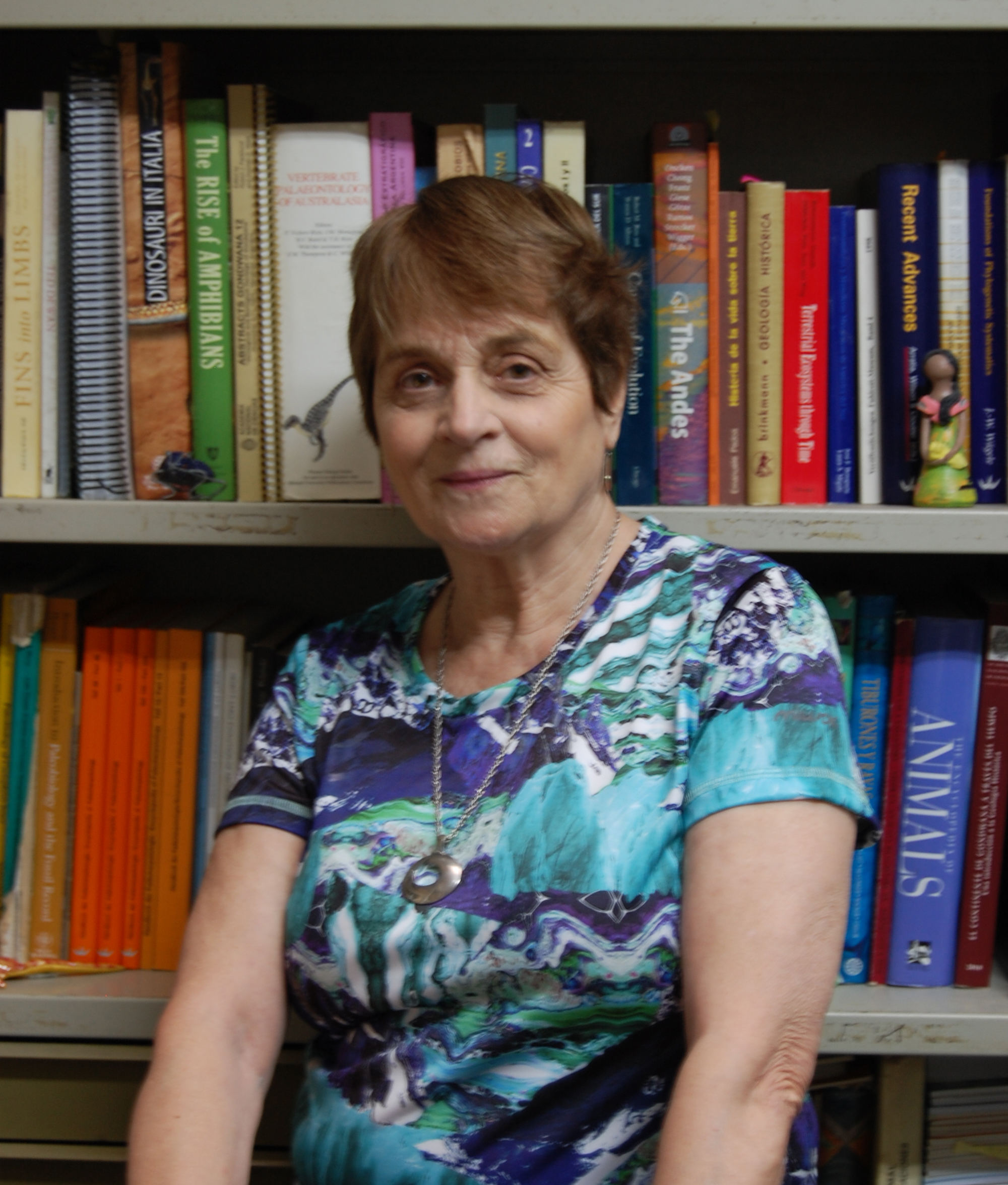
Zulma Brandoni de Gasparini (2017)

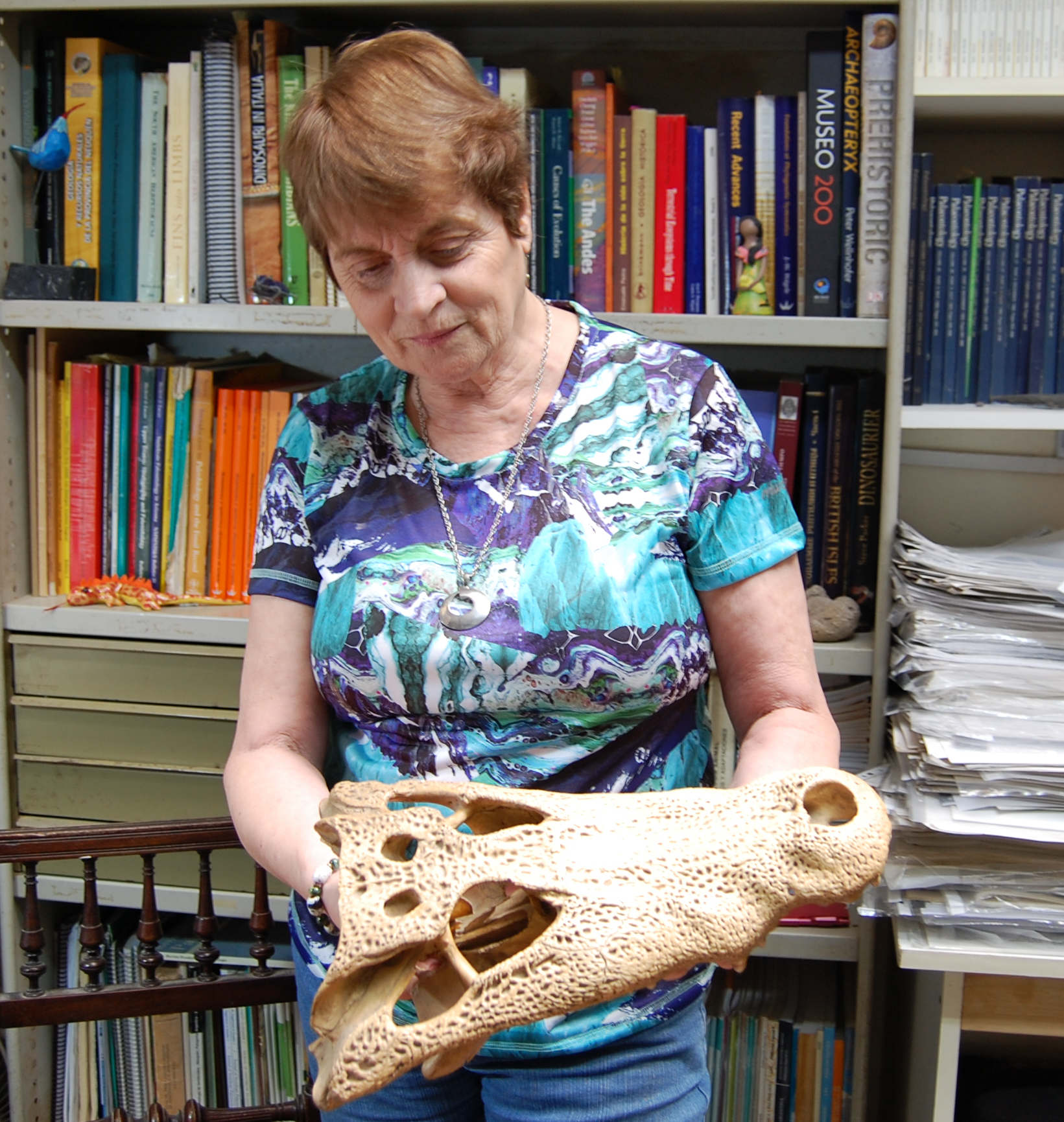
Zulma Brandoni de Gasparini in ihrem Labor im La-Plata-Museum mit dem Schädel eines Brillenkaimans

Zulma Nélida Brandoni de Gasparini (* 15. Mai 1944 in La Plata, Provinz Buenos Aires), auch als Zulma Gasparini zitiert, ist eine argentinische Wirbeltier-Paläontologin, die sich der Erforschung der Reptilien des Mesozoikums und Känozoikums in Südamerika widmet. Seit 2014 ist sie emeritierte Professorin an der Universidad Nacional de La Plata. Sie arbeitet in der Abteilung für Wirbeltierpaläontologie des La-Plata-Museums.

## Leben
Brandoni de Gasparini absolvierte ihre Grundschulausbildung an der Escuela 19, General José de San Martín, im Barrio La Loma, einem höher gelegenen Gebiet im Süden der Stadt La Plata. Anschließend machte sie ihren Sekundarschulabschluss am Liceo de Señoritas Víctor Mercante, das zur Universidad Nacional de La Plata (UNLP) gehört.
1962 schrieb sie sich an der Fakultät für Naturwissenschaften und Museum der Universidad Nacional de La Plata (FCNyM-UNLP) ein, wo sie 1967 ihre Licenciatura in Zoologie erwarb. Im darauffolgenden Jahr veröffentlichte sie den Artikel Nuevos restos de Rhamphostomopsis neogaeus (Burm.) Rusconi 1933, (Reptilia, Crocodilia) del “Mesopotamiense” (Plioceno medio-superior) de Argentina über die fossile Gavialgattung Rhamphostomopsis aus dem Miozän von Paraná in der Zeitschrift Ameghiniana. Am Anfang ihres Studiums entsprach das Verhältnis von Frauen zu Männern an der Universität zwölf zu hundert. Brandoni de Gasparini musste gegen die Ungleichbehandlung von Studentinnen ankämpfen, die von vielen Einschränkungen betroffen waren. Ihre Förderer und Mentoren, Rosendo Pascual und José Fernando Bonaparte, ein Paläoherpetologe am Institut Miguel Lillo der Nationalen Universität Tucumán, die sie auf ihrem akademischen Weg begleitet haben, rieten sie ihr davon ab, sich mit fossilen Meeresreptilien zu beschäftigen, da es ein für Frauen ungeeignetes Thema sei. Brandoni de Gasparini setze sich über die Widerstände hinweg und dank der Unterstützung ihrer Familie und ihres Ehemannes Carlos Gasparini, konnte sie ihre akademische Karriere fortsetzen und dennoch eine Familie gründen. Sie hat zwei Kinder und fünf Enkelkinder.
1973 verteidigte sie erfolgreich ihre Dissertation, unter dem Titel Revisión de los Crocodilia (Reptilia) fósiles del Territorio Argentino: su evolución, sus relaciones filogenéticas, su clasificación y sus implicancias estratigráficas, welche den fossilen Krokodilen Argentiniens von der Trias bis zum Pleistozän gewidmet ist. Diese Arbeit wurde von Rosendo Pascual betreut und ihr wurden Stipendien sowohl von der UNLP als auch vom CONICET gewährt.
Zu Beginn ihres Doktoratsstudiums bat sie den Paläontologen Wann Langston, Jr. von der University of Texas at Austin in einem auf Spanisch verfassten Brief um Informationen über fossile Krokodile, da die Bibliografie zur Paläoherpetologie im La-Plata-Museum nur spärlich vorhanden war. Innerhalb eines Monats erhielt sie eine Kiste mit der Bibliografie sowie Fotos von rezenten und fossilen Krokodilen und unveröffentlichten wissenschaftlichen Zeichnungen, die ihren Forschungen Auftrieb gaben.
Während ihrer Forschungstätigkeit studierte sie die fossile Meeresreptiliensammlung des Museo Moyano in Mendoza, die ursprünglich von Carlos Rusconi in den 1940er Jahren aufgebaut wurde. Zudem untersuchte sie in Zusammenarbeit mit Guillermo Chong Díaz, dem Direktor des Geologischen Instituts von Chile in Antofagasta, fossile Reptilien aus der mittleren Jura, die in Konkretionen aus der Atacama-Wüste erhalten sind. Die Relevanz dieser Erkenntnisse führte zu mehreren Veröffentlichungen und zur Ausbildung von Forscherinnen und Forschern wie Marta S. Fernández (rezente Schildkröten und mesozoische Meeresreptilien), Adriana Albino (Schlangen), Paula Bona (Schildkröten und Krokodile), Ariana Paulina-Carabajal (Dinosaurier), Juliana Sterli (Schildkröten), Marcelo de la Fuente (Schildkröten) und Yanina Herrera (Meereskrokodile).
In den 1970er Jahren berichtete Ignacio Garate Zubillaga, Direktor des Museo de Paleontología y Mineralogía Profesor Juan F. Olsacher in Zapala über große Knochen, die zusammen mit riesigen Ammoniten in der Fossillagerstätte Cerro Lotena in der Provinz Neuquén gefunden wurden. Bei einer Expedition konnten wertvolle Überreste von Meeresreptilien und Fischen aus der mitteljurassischen Vaca-Muerta-Formation gesammelt werden. Diese Funde begründeten den Beginn eines neuen Forschungsschwerpunkts über Meeresreptilien aus dem Mesozoikum. Die Zusammenarbeit mit dem YPF (Yacimientos Petrolíferos Fiscales) durch Edgardo Rolleri (Professor an der UNLP und Manager des Unternehmens) ermöglichte die Durchführung der Feldarbeit und erlaubte Zulma Brandoni gleichzeitig, selbstständig Material für ihre Studien zu beschaffen.
1972 wurde sie Mitglied im CONICET, wo sie 2003 als herausragende Forscherin ausgezeichnet wurde.
1974 untersuchte sie Krokodile aus dem Miozän aus der Fossillagerstätte La Venta in Kolumbien, während sie parallel an der Estacion Roberto Franco in Villavicencio unter der Leitung von Friedrich Johann Graf von Medem Verhaltensstudien zu fast allen rezenten Krokodilarten des nördlichen Mittelamerikas durchführte. Auf derselben Reise untersuchte sie die frühesten langhalsigen Plesiosaurier der Kreidezeit, lange bevor sie in Patagonien und der Antarktis beschrieben wurden, anhand von Sammlungen des Servicio Geológico Colombiano (INGEOMINAS) in Bogotá und eines kleinen Museums in Villa de Leyva.
In den 1990er Jahren untersuchte sie zusammen mit anderen Kollegen auf Einladung von Manuel Iturralde Vinent, Geotektoniker und Direktor des  Museo Nacional de Historia Natural de Cuba, eine Sammlung von Meeresreptilien aus dem Oxfordium aus der Gegend von Pinar del Río, Kuba. Es wurden neue Krokodile, Schildkröten, Plesiosaurier, Pliosaurier und Pterosaurier beschrieben. Die Untersuchung dieser Herpetofauna aus dem Oberjura trug dazu bei, eine in den 1970er Jahren aufgestellte Hypothese zu untermauern (für die es damals nur wenige Belege gab) und das Vorhandensein eines karibischen Korridors zwischen Atlantik und Pazifik zu beweisen, der den großen Meeresraubtieren jener Zeit als Durchgangsstation gedient hätte.
Im Jahr 2006 veröffentlichte sie zusammen mit Diego Pol und Luis Spalletti in der renommierten Fachzeitschrift Science den Beitrag An unusual marine Crocodyliform from the Jurassic-Cretaceous boundary of Patagonia. Der Artikel beschreibt die Art Dakosaurus andiniensis, die informell Godzillasuchus genannt wird. Ein Teil der Feldarbeit wurde von der National Geographic Society der USA unterstützt, die ihrerseits ein Titelblatt und ein Poster über den Fund veröffentlichte.
Gasparinis Forschungsschwerpunkt ist die Paläoherpetologie. Sie leitete Forschungen zu ausgestorbenen Reptilien, sowohl marin als auch kontinental, aus Argentinien, Kuba, Kolumbien, Venezuela, Brasilien, Chile und der Antarktis.
Brandoni de Gasparini ist vor allem für ihre Studien über Krokodile aus dem Mesozoikum und Känozoikum in Argentinien bekannt. Sie initiierte und leitete ein Team, das mesozoische Meeresreptilien in Patagonien und auf der Antarktischen Halbinsel entdeckte. Sie untersuchte die ersten Plesiosaurier, Mosasaurier und den ersten Dinosaurier aus der Kreidezeit, der in der Antarktis entdeckt wurde. Sie arbeitete auch an der Interpretation des Vorkommens von Meeresreptilien aus der Jurazeit (vor 148 Millionen Jahren) im Karibischen Korridor.
Während ihrer Karriere veröffentlichte sie mehr als 120 wissenschaftliche Arbeiten, darunter das Fachbuch Patagonian Mesozoic Reptiles (2007). 
Brandoni de Gasparini war von 1983 bis 1985 die zweite Präsidentin der Asociación Paleontológica Argentina. Sie war die erste Paläontologin, die Vollmitglied der Academia Nacional de Ciencias Exactas, Físicas y Naturales (ANCEFN) wurde, und die erste Wirbeltierpaläontologin der Academia Nacional de Ciencias (Córdoba). Sie war auch die erste argentinische Paläontologin, die Mitglied der The World Academy of Sciences (TWAS) wurde. Brandoni de Gasparini war darüber hinaus Mitglied der Redaktionsausschüsse der Fachzeitschriften Ameghiniana und Andean Geology.

## Dedikationsnamen und Ehrungen
Brandoni de Gasparini wird in den Artepitheta von mehreren Taxa geehrt, darunter Zulmasuchus, Yaminuechelys gasparinii, Catutosaurus gaspariniae, Patagoniaemys gasparinii und Goulmimichthys gasparinii. Zu den weltweit bekanntesten gehört der kleine pflanzenfressende Dinosaurier Gasparinisaura cincosaltensis, der 1996 von Rodolfo Coria und Leonardo Salgado erstbeschrieben wurde.
Brandoni de Gasparini ist Ehrenbürgerin der Stadt La Plata. 1987 erhielt sie den Premio Bernardo Houssay des CONICET und 2001 den Verdienstpreis der Asociación Paleontológica Argentina. 2002 wurde sie mit dem Premio Florentino Ameghino der Academia Nacional de Ciencias Exactas, Físicas y Naturales ausgezeichnet. 2013 wurde sie mit dem Premio Pellegrino Strobel der Universidad de Buenos Aires  geehrt. Zudem wurde von der Asociación Geologica Argentina ausgezeichnet. 2023 wurde sie mit der Diploma al Mérito de los Premio Konex für ihre Arbeit im Bereich der Paläontologie im letzten Jahrzehnt geehrt.

## Erstbeschreibungen von Zulma Brandoni de Gasparini
- Cricosaurus araucanensis (Gasparini & Dellape, 1976)
- Purranisaurus casamiquelai (Gasparini & Chong, 1977)
- Dolichochampsa de Gasparini & Buffetaut, 1980
- Purranisaurus westermanni Gasparini 1980
- Ayllusuchus fernandezi Gasparini, 1984
- Trinacromerum lafquenianum (Gasparini & Goni, 1985)
- Sulcusuchus Gasparini & Spalletti, 1990
- Lomasuchus Gasparini, Chiappe & Fernandez, 1991
- Bretesuchus Gasparini, Fernandez & Powell, 1993
- Dakosaurus andiniensis Vignaud & Gasparini, 1996
- Maresaurus Gasparini, 1997
- Araripesuchus patagonicus Ortega, Gasparini, Buscaloni & Calvo, 2000
- Lakumasaurus Novas, Fernández, de Gasparini, Lirio, Núñez & Puerta, 2002
- Vinialesaurus Gasparini, Bardet & Iturralde-Vinent, 2002
- Cacibupteryx Gasparini, Fernandez & De La Fuente, 2004
- Antarctopelta Salgado & Gasparini, 2006
- Gallardosaurus Gasparini, 2009
- Wenupteryx Codorniú & Gasparini, 2012
- Pliosaurus patagonicus Gasparini & Gorman, 2014